# Tegalaren (Ligung)
Tegalaren is een bestuurslaag in het regentschap Majalengka van de provincie West-Java, Indonesië. Tegalaren telt 2059 inwoners (volkstelling 2010).